# Grainger County
Grainger County är ett administrativt område i delstaten Tennessee, USA, med 22 657 invånare. Den administrativa huvudorten (county seat) är Rutledge. 

## Geografi
Enligt United States Census Bureau har countyt en total area på 783 km². 726 km² av den arean är land och 57 km² är vatten.  

### Angränsande countyn
- Hancock County och Hawkins County - nordost
- Hamblen County - öst
- Jefferson County - syd
- Knox County - sydväst
- Union County - väst
- Claiborne County - nordväst